# Spheciospongia mastoideus
Spheciospongia mastoideus är en svampdjursart som först beskrevs av Keller 1891.  Spheciospongia mastoideus ingår i släktet Spheciospongia och familjen borrsvampar.
Artens utbredningsområde är Eritrea. Inga underarter finns listade i Catalogue of Life.